# Тамарикс галузистий

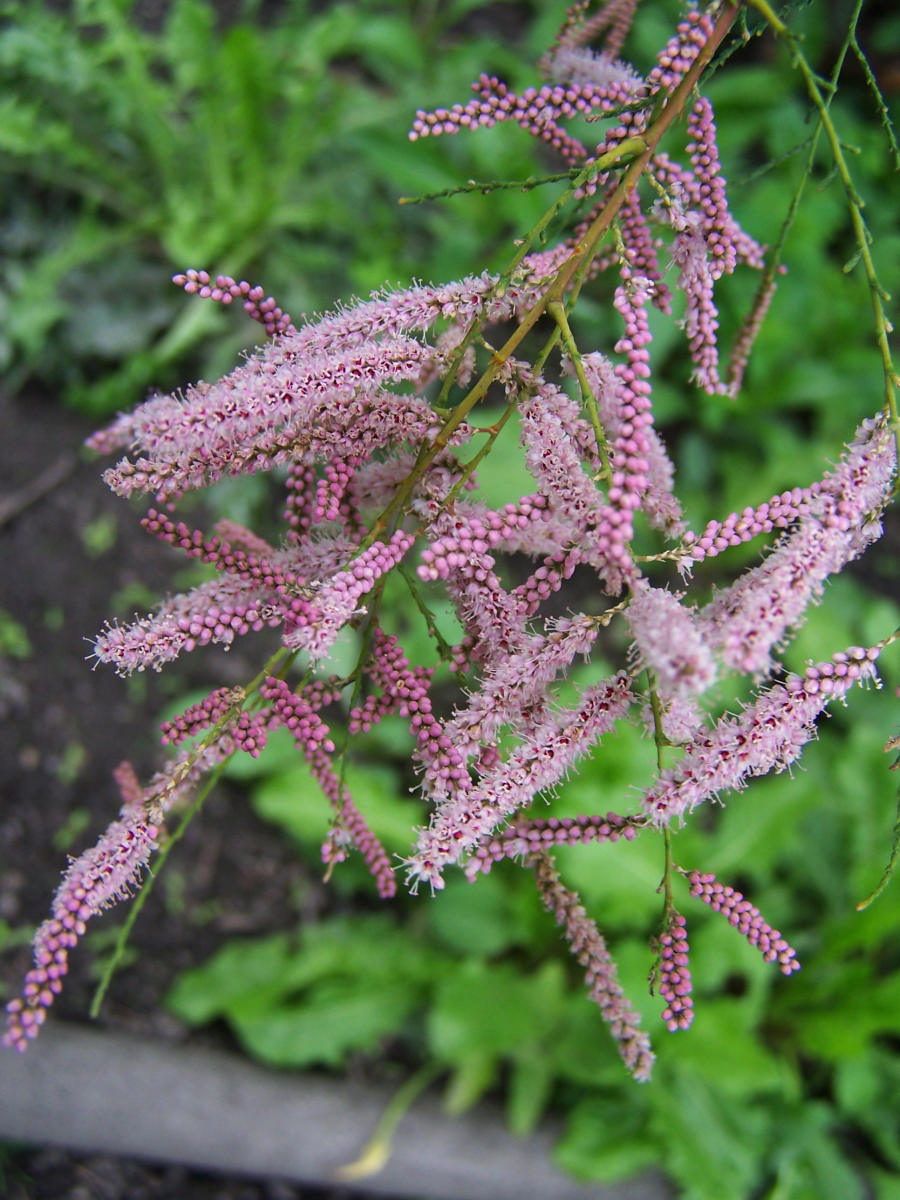

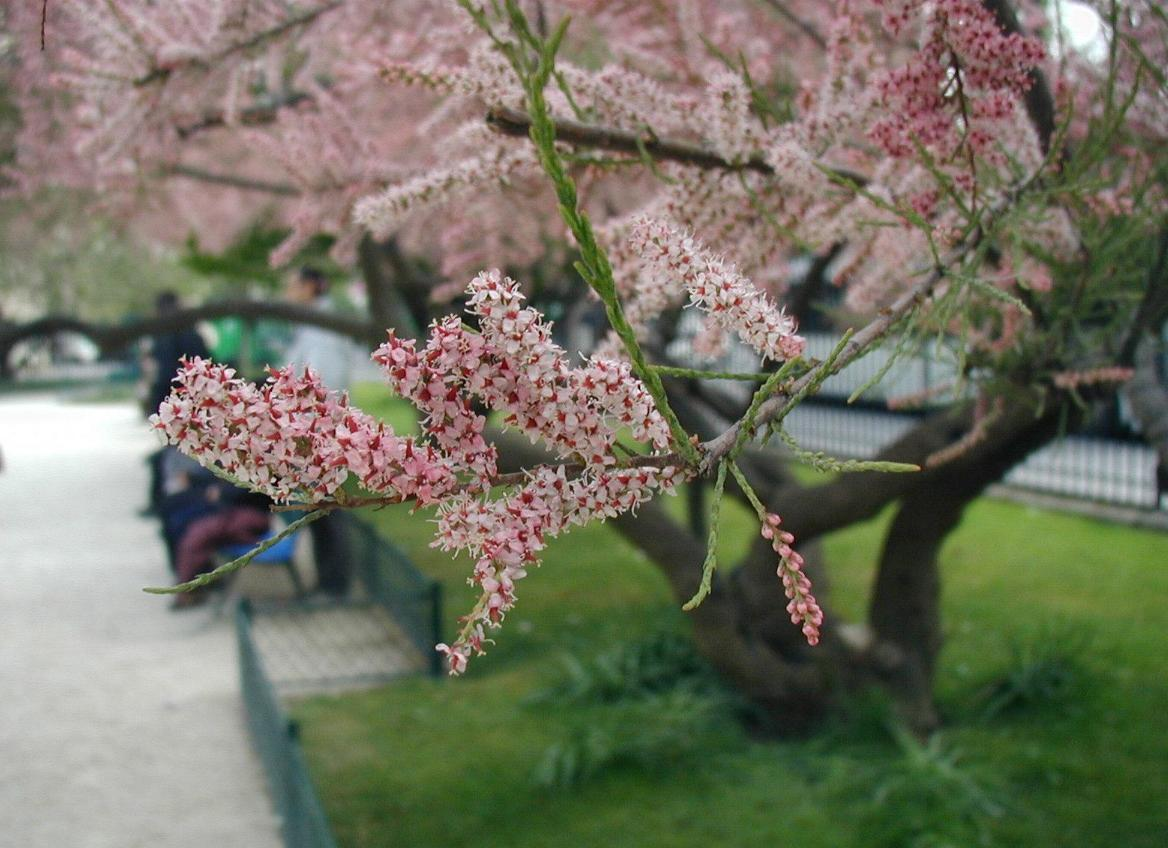
Квітучий тамарикс галузистий

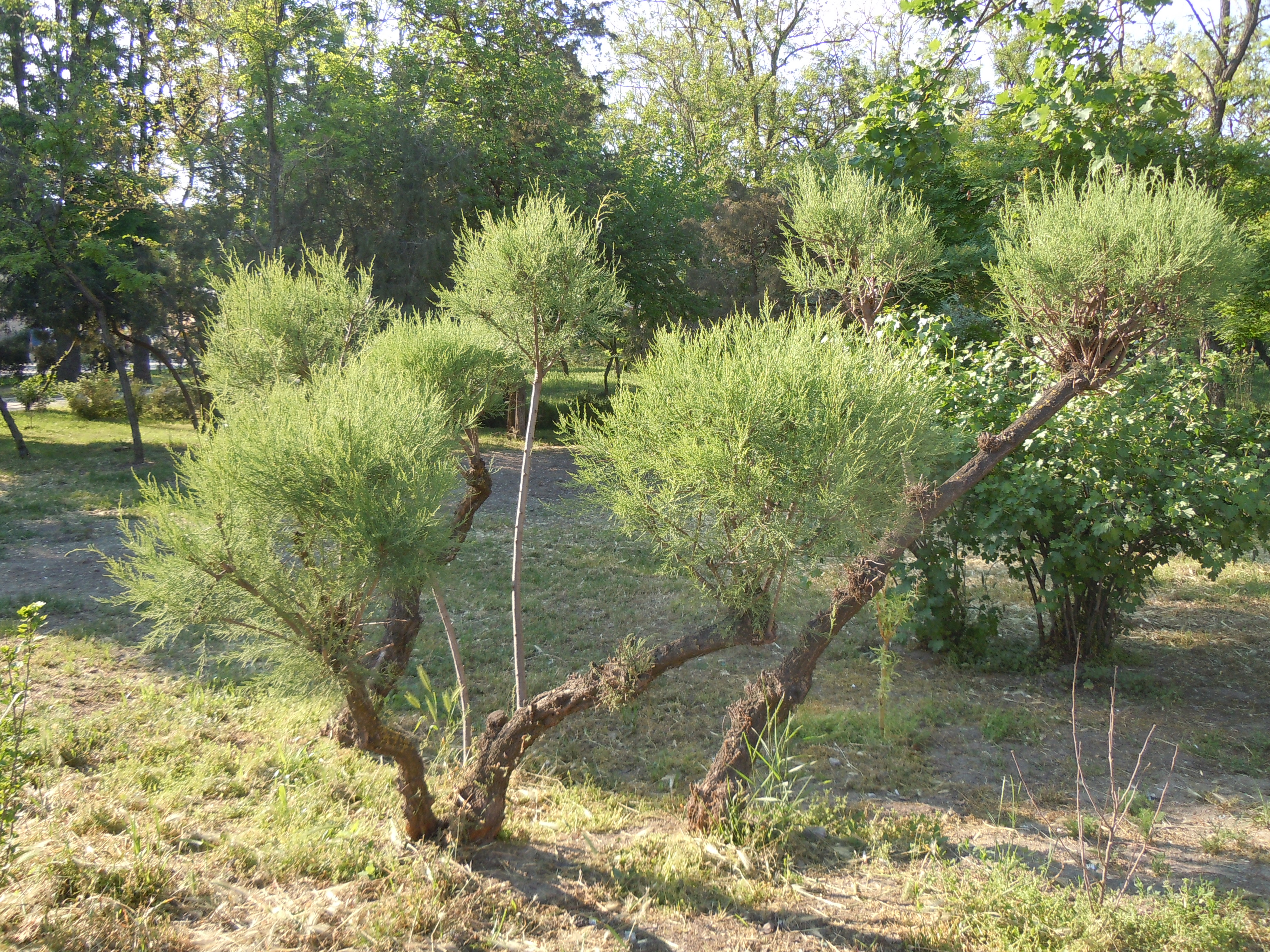
Тамарикс галузистий у Гідропарку «Лузанівка» (Одеса)

 Тамарикс галузистий або тамариск галузистий (Tamarix ramosissima) — вид рослин, представник роду тамариксів (Tamarix) з родини тамариксових (Tamaricaceae).

## Ботанічний опис
Тамарикс галузистий — кущ або невелике дерево заввишки 1-5 м, кора червонувата або червонувато-коричнева. Листки яйцеподібні, овальні або дельтоподібні, на однорічних гілках ланцетні, завдовжки 2-5 мм, шириною 1-2 мм.
Квітки п'ятичленні, зібрані у верхівкові волоті; квітконіжки 0,5-0,7 мм завдовжки. Приквітки ланцетні, яйцеподібно-ланцетні або яйцеподібно-довгасті. Чашечка 0,7-1 мм завдовжки, частки яйцеподібні або овально-яйцеподібні, без кіля, 0,5-0,7 мм завдовжки, 0,3-0,5 мм шириною. Віночок зімкнутий, рюмкоподібний, залишається при плодах; пелюстки еліптичні або оберненояйцеподібні, рожеві, червоні, фіолетові або білі, 1-1,5 мм завдовжки, 0,7-1 мм завширшки. Диск п'ятилопасний. Тичинок п'ять, прикріплені між парами лопатей. Плід — тригранна пірамідальна коробочка, 3-5 мм завдовжки, 0,7-1 мм завширшки.
Цвітіння від травня до вересня.

## Поширення
Зустрічається на північному сході Балканського півострова, півдні Молдови, України та Росії, на Кавказі, в Середній Азії, Казахстані, Монголії, Китаї, Афганістані, Пакистані, Ірані, Туреччині.
Тамарикс галузистий є інвазійним видом, він значно поширився в багатьох частинах світу, зокрема в Новому Світі і в США. Найбільшу проблему цей вид створив в прибережних районах Каліфорнії, де істотно потіснив місцеві види.